# Arbelana ulmi
Arbelana ulmi är en insektsart som först beskrevs av Anufriev 1969.  Arbelana ulmi ingår i släktet Arbelana och familjen dvärgstritar. Inga underarter finns listade i Catalogue of Life.